# Años oscuros

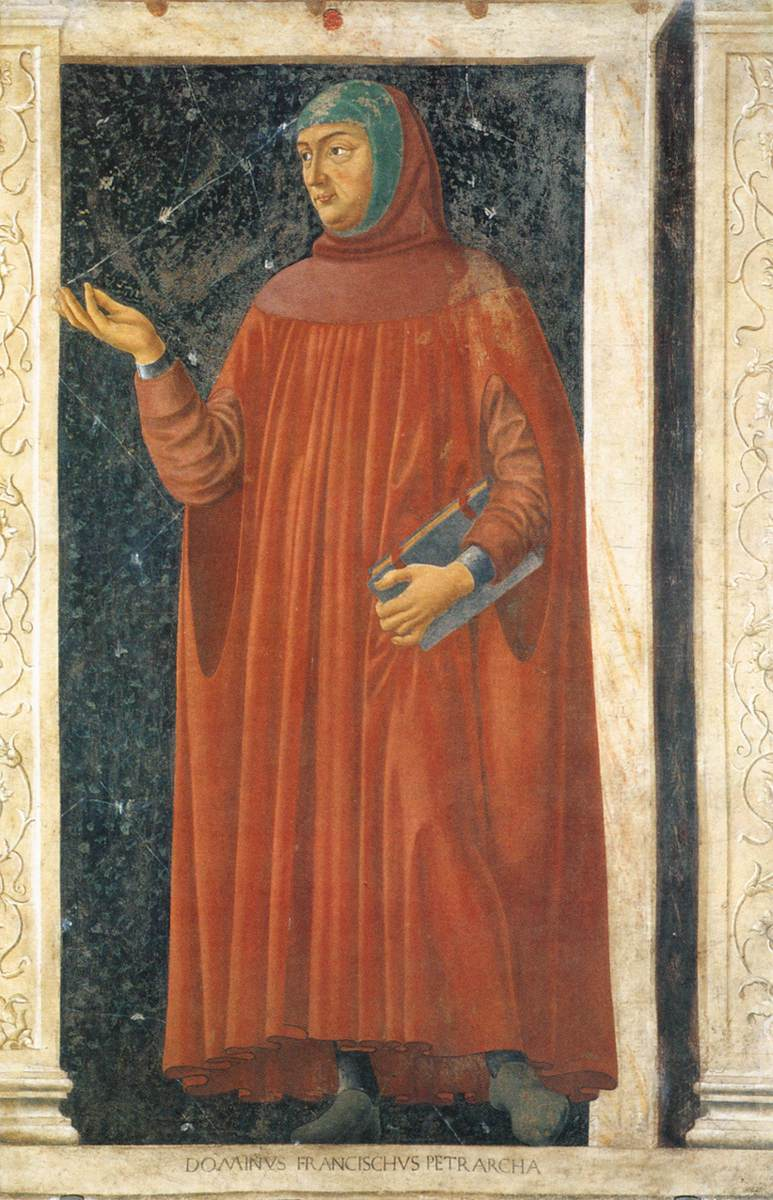
Petrarca, quien concibió la idea de una Edad Oscura europea. De Ciclo de hombres y mujeres famosos, Andrea di Bartolo di Bargilla, c. 1450.

En la historiografía europea, los años oscuros o años obscuros es una terminología peyorativa que se refiere al período que incluye, aproximadamente, del año 476 a 1492.
Este concepto de un tiempo de oscuridad fue creado en el siglo XII por el erudito italiano Petrarca, y estaba originalmente pensado como una crítica a la falta de carácter de la última literatura inglesa. Los historiadores posteriores expandieron el término para referirse al período de transición entre la desaparición del Imperio romano de Occidente y la Alta Edad Media, para describir un período caracterizado no solo por la falta de literatura en latín, sino también la falta de historia escrita contemporánea, la decadencia demográfica general, y la limitada actividad constructiva y cultural (que se pone de manifiesto, por ejemplo, en el empobrecimiento de la tecnología, como se ve en el caso de la cerámica). Posteriormente, la cultura popular ha usado el término para describir la Edad Media como un tiempo de atraso, extendiendo su uso peyorativo y ampliando su alcance.
Los hallazgos de la arqueología y de otras disciplinas académicas en el siglo XX han proyectado mucha luz nueva sobre este período, y han ofrecido una comprensión más matizada de sus aspectos positivos. Han aparecido otros términos para ubicar temporalmente este período: «última antigüedad», «primera Edad Media», y «grandes migraciones», dependiendo de sobre qué elementos culturales se ponga el énfasis.
Cuando en el siglo XIX comenzó el estudio académico moderno de la Edad Media, el término «años oscuros» se quedó al principio, con todas sus connotaciones críticas. Hoy, sin embargo, los historiadores usan el término  «años oscuros» en sentido neutro, para hacer énfasis en la falta de fuentes y documentaciones del período, desde la caída del Imperio romano de Occidente.

## Historia

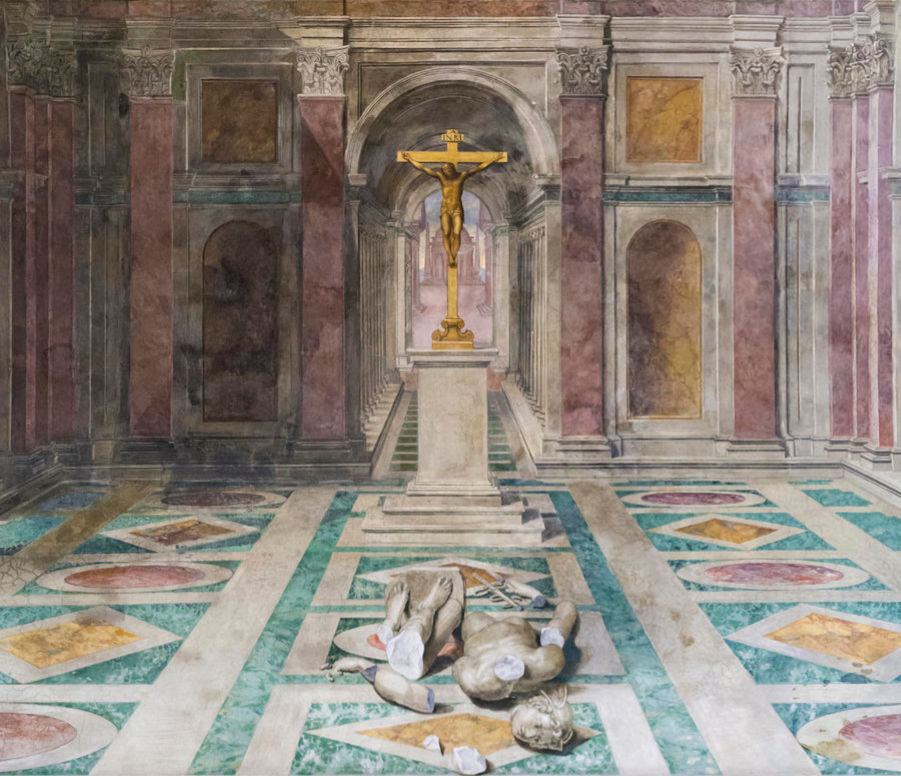
El triunfo del cristianismo de Tommaso Laureti (1530-1602), pintura del techo de las Estancias de Rafael, en el Palacio Apostólico de la Ciudad del Vaticano. Imágenes como ésta celebran el triunfo del cristianismo sobre el paganismo de la Antigüedad.

El término oscurantismo fue pensado originalmente para referirse a todo el período entre la caída de Roma y el Renacimiento; el término Edad Media tiene una motivación similar, lo que implica un período intermedio entre la Antigüedad clásica y la Edad Moderna. En los eruditos del siglo XIX comenzaron a reconocer los logros alcanzados durante el período, cuestionando así la imagen de la Edad Media como una época de oscuridad y decadencia. El término no es ahora nunca utilizado por los académicos para referirse a toda la época medieval; cuando se utiliza, por lo general se limita a la Alta Edad Media.
El auge de la arqueología y otras especialidades en el siglo XX ha arrojado mucha luz sobre la época y ofrece una comprensión más matizada de sus desarrollos positivos. Otros términos de periodización han pasado a primer plano: La Antigüedad tardía, la Edad Media, y las grandes migraciones, dependiendo de qué aspectos de la cultura se destacó. Cuando el moderno estudio académico de la Edad Media surgió en el siglo XIX, el término Edad Media se quedó en un principio con todos sus matices críticos.
En las raras ocasiones cuando el término Edad Oscura es utilizado por los historiadores contemporáneos, se pretende ser neutral, es decir, para expresar la idea de que los acontecimientos de la época a menudo parecen «oscuro» a las generaciones bastante posteriores solo por la escasez de artística y la producción cultural, incluidos los registros históricos, en comparación con otros períodos de tiempo.